# 上海历史
上海历史最早可溯及距今6000余年前的马家浜与泽文化。至泰伯奔吴及周天子分封後，此地被纳入中原版图。随后的上海，由于气候温润、濒临大海，遂逐渐发展成为盐业的产区之一。东吴立国后，境内发展愈速。至唐宋时期，境内在行政区划上有了长足进展，出现了独立的县治华亭县。上海作为行政区域名称也出现在这一时期。入元后，华亭县升格为松江府，上海镇升级为上海县。明代，随着上海地区棉纺技术的改进，松江府成为全国主要的棉布生产地而被誉为“衣被天下”。黄浦江成为上海地区最大河流也形成于明代。清末，由于第一次鸦片战争的失利，上海成为最早开放的通商口岸之一，也由此开启现代化的进程。至1920年代，上海成为远东首屈一指的国际都会，堪称亞洲金融之都。到1945年後內戰以及之後中共當政，貨幣急速貶值百物騰貴，上海流走150萬難民，包括人才和財富，涌往香港。1978年改革开放后，上海又重新发展，成为中国大陸对外展示的重要窗口之一。

## 上古时期
上海陆地形成于地质史的近期。6000多年前，上海市域内只有西部的青浦、松江、金山三地基本成陆。这些陆域都属于古太湖淤浅后形成的湖沼（特别是青浦、松江一带）与湖滨平原。从那时一直到中原的西周时代中后期，期间的陆地都形成得非常缓慢，距今3000年前，嘉定、闵行、奉贤三地的西部大部或局部形成。此时，包括市中心区在内其他区域仍处在海平面之下。
史前时期主要依靠考古发掘来了解当时的人类生活与文明发展。根据现有的考古成果，上海最早的文明是马家浜文化（距今6000年）。接着是泽文化（据今5500年），2004年春季的青浦崧泽文化墓葬考古发掘中，发现了上海最早的人类遗骸。然后是良渚文化（距今4200年），它的晚期已经相当发达，以玉器最为著名。马家浜-崧泽-良渚文化，有着传承的关系。良渚文化已经到了原始社会的晚期。良渚文化衰亡得很快，衰落原因假说目前主要有：
1. 洪水说；
2. 发展受阻或遭受入侵说。

最后是马桥文化（距今3200年）。这种文化的出土文物较良渚文化相比，数量和精細程度都下降了，而且文化风格上更加受到闽江流域考古文化以和山东岳石文化（东夷）的影响。
值得注意的是，1999年，专家在松江的考古中发现了广富林文化，据近期研究 这是一个来自中原的人群，大约在距今4000年前到达了太湖流域，并在随后的几百年内渐渐融入当地而消失。
上海早期成陆地区的文明，作为江南地区文明有机整体的一部分，具有着一定的发展水平。由后来春秋时期的历史情况推测，在史前时期的末期，这些文明很可能已经逐渐地纳入南面的越或西面的吴这两个地区强权的势力范围，甚至某种程度的统治之下。
相关年代参考：夏（距今约4100年－3700年）；商：（距今约3700年－3150年）；西周：（距今约3150年－2850年）

## 周至隋末
上海春秋属吴越两国边境，战国时期，周元王三年（越王勾践二十四年，公元前473年），越国灭吴，上海地区属越。战国中期，楚灭越，又归属楚。楚考烈王十五年（公元前248年），战国四公子之一春申君黄歇受封于吴，上海属于其封地，贯穿现代上海的黄浦江也称春申江，故上海别称为“申”。
秦统一后，置会稽郡于吴县（治今江苏省苏州市）。今嘉定区西部属于娄县（治今江苏省昆山市东北），今松江县、青浦县及闵行区冈身以西地区在由拳县（治今浙江省嘉兴市南）境；今金山區及奉贤县冈身以西地区属海盐县（治今金山區张堰镇南）。
西汉初期，上海地区曾分属于楚王韩信、荆王刘贾、吴王刘濞领地。两汉时期归属娄、由拳、海盐3县。三国两晋时期，上海地区分属吴郡娄、嘉兴、海盐3县。东汉建安二十四年（219年），东吴名将陆逊曾被封为华亭侯，是正史第一次出现“华亭”地名，也往往被视为上海地方史的开端。
南北朝时期建制变动频繁，上海地区均隶属于扬州。隋朝灭南朝陈，上海地区分属苏州和杭州。今嘉定区、青浦县大部、松江县西北部属昆山县。今松江县大部、金山县西北部、青浦西南等地属吴县。今金山县大部、奉贤县部分地区属盐官县。

## 唐宋元时期
到唐代中叶，今上海地区的农业、渔业和盐业已经有一定的发展，于天宝十年（751年）设立华亭县（县城即今松江区松江镇），属于苏州管辖，是上海地区建县之始。华亭县辖境约在上海地区吴淞江故道以南，川沙—惠南—大团一线以西地区。上海地区隶属昆山、华亭两县。
北宋初年，苏州南部分设秀州（州治在今浙江省嘉兴市），华亭县即归属改属秀州管辖。这时华亭县以东的海滩，已经成为重要盐场，“人烟浩穰，海舶辐揍”，商业日益发达。北宋宣和元年（1119年），随着松江（吴淞江，即苏州河）航道重新疏浚，县城以北松江南岸的青龙镇发展成为繁华一时的商业中心（今青浦区境内）。据宋诗人梅尧臣在《青龙杂志》中记载，青龙镇有二十二桥、三十六坊，还有“三亭、七塔、十三寺，烟火万家”，时人誉称“小杭州”。1132年又在青龍鎮設立市舶務。但当年作为华亭一个海口的上海，仍然是个荒凉的渔村。到南宋末年，由于吴淞江上游的淤浅，青龙镇逐渐丧失了作为长江口良港的地位，而日趋萧条冷落。这时，贸易中心转移到华亭县东北部，青龙镇下游70公里处的一条小河上海浦的西侧，那里由渔村变成初具规模的小镇。南宋咸淳三年（1267年），正式设立上海镇，并派镇将驻守。
此后不久，蒙古军队攻入江南，南宋灭亡。1277年（至元十四年），元朝在上海镇设立市舶司，与广州、泉州、温州、杭州、庆元（宁波）、澉浦（海盐）合称全国七大市舶司。本埠市舶司的衙门设在后来的上海县署内，即今小东门内方浜中路以南的光启路上。同年，又将华亭县升格为松江府。
1291年（至元二十八年）8月19日，元朝批准设立上海县，县治在今天上海市中心原南市区（今属黄浦区），隶属于松江府，这是上海建县的开始。

## 明代上海

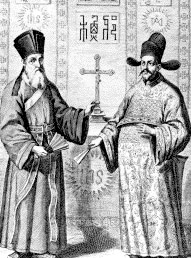
《中國圖說》中的插图：利玛窦和徐光启

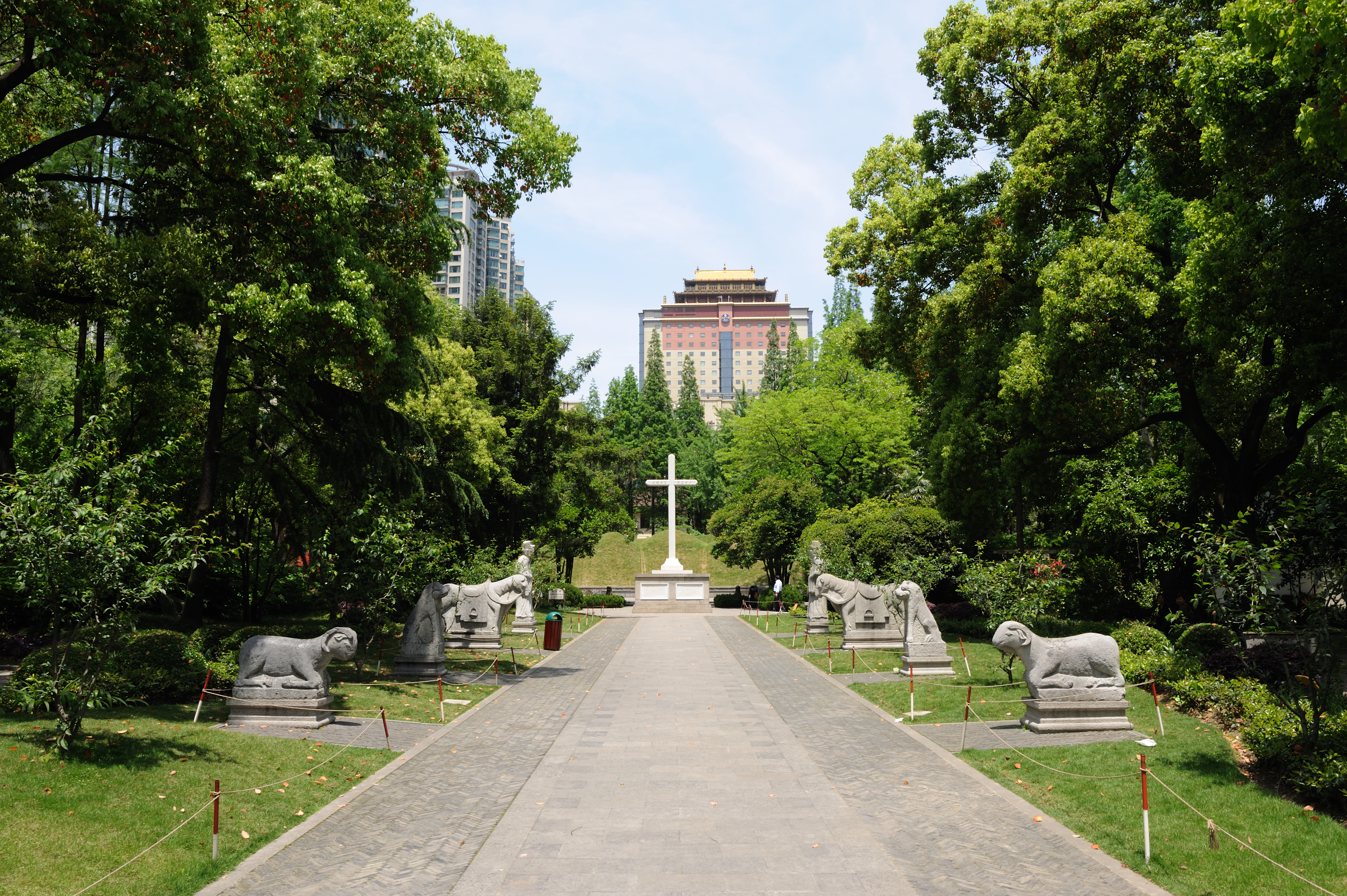
徐光启墓

明代，上海地区沿吴淞江故道分属松江府与苏州府。松江府所辖的上海地区起初设有华亭县和上海县，后来於嘉靖、万历年间，增设了青浦县。苏州府所辖的上海地区则设有嘉定县及崇明县。
明永乐年间（15世纪初），为了解决吴淞江长期淤积、通航不畅的问题，政府主持进行了一项称为“黄浦夺淞”的大型水利工程，即拓宽黄浦江和吴淞江的下游，原来吴淞江的下游成为黄浦江的入海水道。隆庆三年，海瑞主持吴淞江水利工程，吴淞江此后彻底成为黄浦江的一条支流。从此以后，黄浦江成为这一地区主要的航运通道。
到弘治年间（1488年－1505年），上海县已经是“人物之盛、财赋之多，盖可当江北数郡，蔚然为东南名邑。”，县治形成5条主要街道：新衙巷、新路巷、薛巷、康衢巷、梅家巷，到嘉靖年间，县治的街坊已经增加到61个，形成纵横交错的道路网。上海地区商肆酒楼林立。
上海设县后240多年中，一直没有城墙。直到1553年（嘉靖年间），为抵御倭寇，才赶工在2个月内修筑了椭圆形的上海城墙，全长4.5公里，高7米，开有6个城门，其中东面临黄浦江开3个城门：宝带门（俗名小东门）、朝宗门（大东门）、朝阳门（小南门），这3座城门和西面的仪凤门（老西门）都设有水门。城外开凿有宽约20米的护城河。城内与其他太湖流域城市一样，河网密布，街道大多临河而建。城内最主要的河道是直通大东门与老西门的肇嘉浜，东通黄浦江（在今外马路与复兴东路南面的白渡路口），西面可达松江府城。此外尚有方浜、薛家浜等。
明代，松江府辖境为全国最大的棉纺中心。

## 清代上海

### 1830年代以前
1685年（康熙廿四年），於1683年攻下台灣後，於上海設置關稅司，分攤取代部份福建泉州關稅司功能。清初，上海的行政区又进行了沿革，逐步形成了今天上海的规模。清朝沿袭明制归属江南省松江府，设江海关。

### 鸦片战争前后
在鸦片战争后期，1842年，英国军队曾经占领了上海，然后沿长江西进，夺取京杭大运河与长江交汇处的镇江，切断清朝政府来自南方的财源，迫使道光皇帝同意谈判。1842年8月29日，中英《南京条约》在南京签订，规定除原有的广州口岸外，新开辟上海、宁波、福州、厦门四处为对外通商口岸（简称“五口通商”），允许英国侨民前去居住、经商（后来又有10多个国家陆续取得此项权利）。

### 开埠早期

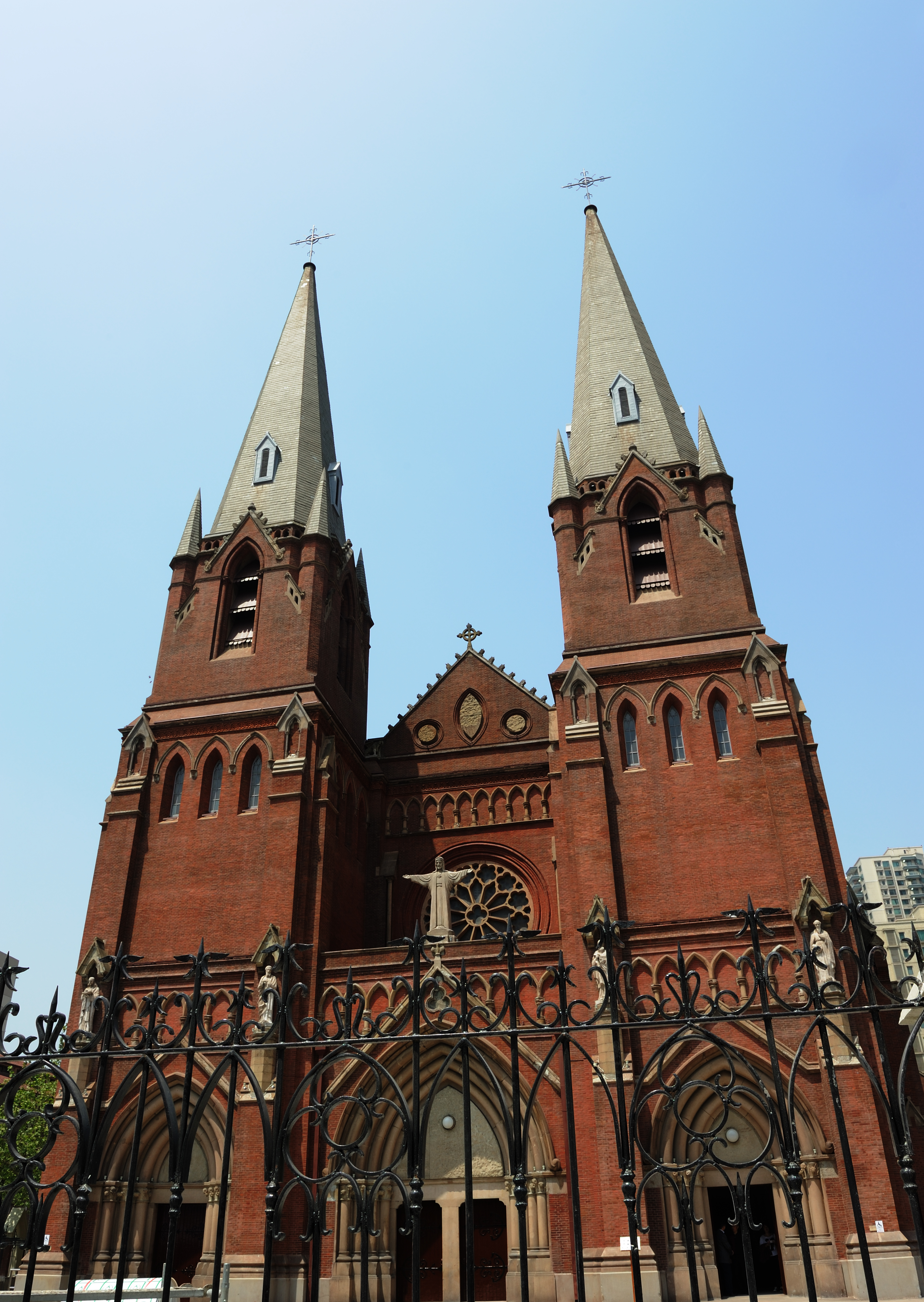
今日的徐家汇天主教堂

1843年11月17日，首任英国驻沪领事巴富尔抵达上海到任，标志上海正式开埠。当年从广东来了最早的一批英国洋行：怡和洋行、宝顺洋行、和记洋行等，他们发现上海是五口中最靠近丝绸和茶叶产地的一个港口，看好它的发展前景。当时中国主要的供出口的生丝是产于浙江省湖州南浔镇附近的辑里丝，从南浔到上海的内河航运极为便利。英国领事和上海道台经过协商以后，划给英国商人经商居住的地段是县城以北的黄浦江西岸，从洋泾浜（1916年填没成为爱多亚路，即今延安东路）向北到李家庄（今北京东路）的一片荒滩——外滩，不久，沿着江边供纤夫拉纤的泥泞的道路旁，建成了最初的一批洋行建筑，一般为2层外廊式建筑。李家庄以北到苏州河的地块上则建起了英国领事馆。在上海开埠的第一年，除了商人和领事以外，1843年，属于伦敦会的英国传教士也迅速进入上海。
清朝政府希望根据以往在广州的惯例，在上海也同样实行华洋隔离居住的政策，于是在1845年11月29日，由上海道台和英国驻沪领事共同商定了第一次土地章程（也称“地皮章程”）。这份土地章程被视为上海租界存在和运作的依据法理。次年，在上海的英国侨民成立了自治机构——道路码头委员会，并修筑界路（今河南中路）以明确租界的西部界限。上海开埠初期，英租界内严格实行华洋分居，界内只有少数世居此地的中国农民，英美等外国侨民共有约300人，其中绝大部分是英国人。界内修筑成方格形的道路网。
1848年，伦敦会的英国传教士前往青浦县传教，引起纠纷。作为补偿，11月27日，英租界第一次扩充，西界从界路（河南中路）扩充至周泾浜（今西藏路），面积也相应扩展到2800多亩。
1844年，中美《望厦条约》签订，内容参照了中英《南京条约》。此后，美国的传教士和商人也开始前来上海。与英国侨民以商人为主不同，美国侨民中传教士的比重较高，包括1845年来到上海的美国圣公会、1847年来到上海的美南浸信会、1848年来沪的美南监理会、1850年来沪的美北长老会等。由于传教士的目的是向中国居民传教，所以他们并不聚居在租界，而是分散居住在县城内外的各个角落，如美南浸信会的晏马太立足于老北门外护城河边，美南监理会立足于不远处的郑家木桥，美北长老会立足于大南门外。美国圣公会在城内立足后，1848年，主教文惠廉又请求上海地方官府允许美国侨民在虹口开辟租界，但并未正式划定界限。上海开埠初期，虹口美国租界由于有苏州河的阻隔，甚为荒凉，只在江边建成少数的船坞、码头，和为水手们服务的娱乐场所。1846年，第一名美国商人吴利国（Ltentry G.Wolcott）进入上海，被委任为代理领事，在英租界九江路自己的洋行升起美国国旗，这是租界内第一面升起的外国国旗（当时英国领事馆还设在上海县城内），此事引发了英国领事的干涉。此后，绝大多数美国洋行都设在苏州河以南的英租界内。19世纪美国在上海最著名的商业机构是旗昌洋行。
1844年10月，中法《黄埔条约》签订。1848年，法国领事开始驻扎上海。1849年4月6日，上海道台宣布将紧邻县城北门外，北到洋泾浜的986亩土地辟为法租界。不过，法国来华经商的商人始终寥寥可数。因此，开埠初期的法租界虽然拥有良好的区位条件，却几乎没有什么开发。只在江边有一两个法国的洋行（主要经营瑞士钟表），法国领事馆寄居在天主教会的一处中国式平房内（四川南路），县城北门外的小街上（河南南路）有两排中国人的房屋。其他地方则仍然保持着乡村本色。
与之相比，来自法国的天主教传教机构则显得相当庞大。耶稣会早在上海开埠之前的1842年，鸦片战争尚未结束时，就已经秘密潜入上海附近浦东、松江等地的乡村。1847年，他们选中上海西郊的村庄徐家汇建立天主教江南传教区的总部，此后在附近地段陆续建成包括大、小男修道院，2所女修道院（拯亡会和圣衣会），藏书楼，气象台，土山湾印书馆，男子中学，女子中学，育婴堂等数十个教会机构，形成一大片教会区。以此为基地，将教务开展到江苏、安徽2省。1851年建立了一座公用的中型教堂圣依纳爵座堂，外形属于希腊风格，可能是中国第一所西式教堂，教堂以耶稣会的创始人依纳爵命名。

### 租界发展
1853年9月7日，活跃于广东和福建籍水手中间的秘密会社小刀会发动起义，占领上海县城，烧毁了上海县衙和海关等处，杀了上海知县，囚禁了上海道台。1855年2月17日，小刀会退出上海县城。
1853年3月，太平天国占领南京。4月12日，上海租界内的外国人迅速做出反应。在英、法、美三国领事的倡导下，召开上海租地西人大会，通过由侨民组织万国商团（义勇队）的决议，实行武装中立，以维护租界的安全。1854年4月4日，清军企图通过租界进攻占领县城的小刀会起义军，万国商团在英、美海军的协助下以武力强行阻止清军过界，史称泥城之战。
1854年7月11日，上海外国租地人举行大会，通过第二次土地章程，成立独立的市政机构——工部局，建立警察武装。 　
1860年8月17日，太平天国军队首次攻打上海。1862年1月11日，太平天国军队第二次攻打上海。1862年8月，太平天国起义军第三次攻打上海；太平軍僅攻至今日城隍廟及石庫門一帶即攻擊受阻，無功退返。
1862年5月1日，上海法租界公董局成立，为了保全上海法租界的独立性，法国驻沪领事爱棠宣布法租界退出工部局，代之以上海法租界公董局。
1862年11月，在沪外国商人提出将上海开辟为自由市的计划，不受制于任何国家。此项计划由各国领事报呈各国驻中国的公使，最后被各国公使以不得干涉中国内政为由驳回。1863年9月21日，美租界与英租界正式宣布合并。
1864年5月1日，上海会审公廨成立。1869年，洋泾浜设官会审章程公布。

### 租界的初步繁荣

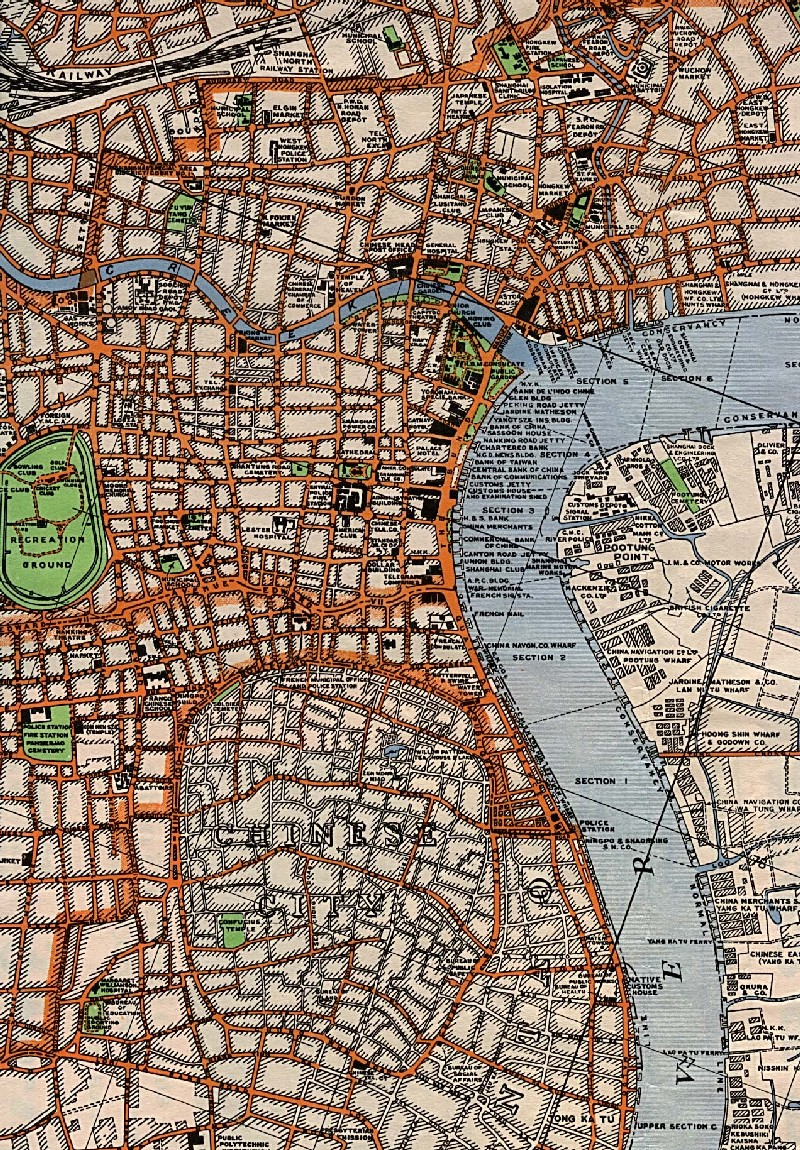
1933年的上海市中心区，大体上也就是1899年上海的全部市区范围：南市的华界，北部苏州河两岸的公共租界，以及介于两者之间的法租界

从1860年以后，上海开始进入初步繁荣的时期。《北京条约》签订以后，随着长江和中国北方沿海口岸向外商的开放，上海地处长江口、居中国南北海岸线中点的区位优势日益明显，更多的外商——以英国商人为主，其次是美国商人，后来又加上欧洲大陆普鲁士、丹麦、荷兰、瑞典、比利时等国的商人，以及1871年以后的日本商人，都纷纷选择上海作为他们在中国的贸易基地，并设立了领事馆。在这一时期来沪最著名的外商机构，如英资太古洋行。
自1858年《天津条约》签订到1906年，鸦片买卖合法化，上海成为当时中国最主要的鸦片输入港。

### 19世纪末20世纪初的重要转折
1894年，中日甲午战争爆发，上海形势也趋于紧张，碍于各国在上海的势力，日本暂对外宣布上海为中立区域，并许诺不将战火蔓延到上海。中国战败后，日本不仅得到了朝鲜的宗主权和台湾，也得以成为在华列强之一，在汉口、天津乃至重庆、苏州、杭州开辟了一批租界，但是其在上海开辟租界的企图归于失败。此外，根据战后的《马关条约》，外国人可以在中国开办工厂，此后，日本、英国等国在黄浦江下游的杨树浦地区陆续开设众多的近代企业。上海也迅速发展成中国最大的工业中心。
1893年，上海美租界正式划定。1900年上海法租界扩展。1900年8月17日，上海进入警备，爆发了义和团运动，影响不断扩大，在上海的外国势力开始组织自己的防御力量。

### 中外冲突事件
十九世纪七十年代后，上海法租界的发展日趋加快，对土地的需求剧增，四明公所位于法租界的边缘地段，是旅沪宁波人的同乡会兼公坟。1874年 ，法租界认为有碍卫生，计划将其迁出租界，原址开辟道路，于是强行收缴四明公所的地产，发生暴动，死伤数人，為四明公所事件，此后筑路一事逐搁置。1898年，上海发生鼠疫，法租界当局重提筑路一事，与公所民众发生冲突，死十二人，形成第二次四明公所事件。
1905年，由于公廨错审黎黄氏案件，上海民众发生暴动，围攻巡捕房。

## 民国时期

### 民国初期
1911年 辛亥革命，清朝迅速灭亡，上海一时变得无政府化，会审公廨的司法权遂完全操纵在领事手中。 1912年1月1日，中华民国成立。由于改朝换代，清朝的遗老遗少有不少人选择避居上海租界。民国的新势力尚且稚嫩，从中央到地方，军阀当道，社会呈现出一片无序混乱的状态。然而就在同时，上海的租界却有如国中之国，独享着一份特别的平和，甚而，租界在经济、人口等各方面都进一步加快了其发展的速度，由1912年开始至1936年可谓上海租界高度繁荣的一个阶段。
1914年，第一次世界大战爆发，虽然战场远在欧洲，但在上海租界内，列强原有的均衡状态被打破了，在上海租界占据优势的英法等国迅速将德奥排挤出租界的权利机构和社交生活，英国在亚洲的盟友日本则得到允许，获得德国人留下的空位。1917年8月14日，中国对德宣战。并且宣布废除德、奥在华的一切特权，收回两国在汉口、天津的租界，并关闭驻在各地、包括上海公共租界内的领事馆。1918年，第一次世界大战以协约国胜利告终，在上海也举行了盛大的庆祝仪式。
自从1899年上海公共租界大扩展之后仅仅十余年，由于上海经济的飞速发展，新发展的北区（商业区）、西区（住宅区）和东区（工业区）的绝大部分地段已经建成新兴的市区。1915年1月27日，公共租界工部局又推出《推广租界草案》，3月4日刊登在《工部局公报》上。然而由于第一次世界大战战事趋于扩大化的影响，此次的扩张计划被搁浅。 
在第一次世界大战结束后召开的巴黎和会上，中国代表提出租界问题，未果。1919年5月7日，上海的抵制日货运动爆发，义勇队戒备租界。

### 1920年代

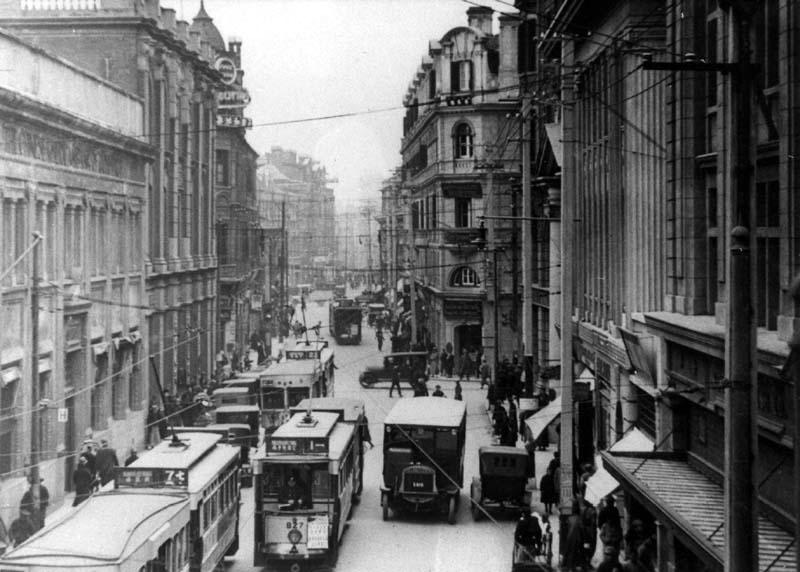
九江路

1920年8月，中国共产党在上海法租界秘密成立。1921年7月23日召开第一次全国代表大会。
民国初年，上海虽然在行政上属于江苏省，但驻防上海的历任松沪护军使事实上受治于浙江督军，先杨善德，后卢永祥，均属于皖系。1924年9月，直系江苏督军齐燮元，联合福建孙传芳、安徽张文生，向卢永祥发动进攻。9月18日，齐燮元的军队攻陷杭州及浙江全省，卢永祥退往上海。10月，两军在上海近郊发生激战。13日，卢永祥下野东渡日本，江浙战争结束。这次战争破坏相当严重，造成规模不小的难民潮涌入上海租界。
1925年1月齐燮元又被奉系军阀邢士廉赶走。10月孙传芳又将邢士廉赶走。上海处于孙传芳控制之下。1927年2月下旬，孙传芳与奉系联合对抗北伐军，让奉军毕庶澄部驻防上海，孙退守扬州。
1925年5月，上海日资内外棉纱厂第八厂厂主枪杀罢工工人代表顾正红。5月30日，上万名工人、学生、群众前往租界组织大示威，部份学生在上海最繁华的商业街南京路被捕。其余学生及群众涌到老闸捕房门前交涉，印度巡捕向群众开枪，打死13人，打伤40多人，工部局宣布戒严。造成五卅慘案。事件引发中国社会各界对外国在华势力的不满情绪，各地普遍发生学生罢课、工人罢工、商人罢市，提出废除不平等条约，收回租界，取消列强在中国的各种特权的要求。在上海，由于中国各界人士的强烈反对，上海公共租界的大规模越界筑路宣告终止。
3月21日，北伐军逼近上海时，国民党员钮永建和共产党员周恩来等组织上海工人纠察队暴动，占领了租界以外的上海市区，成立了上海特别市临时市政府。
1927年初，中国国民党右派对左派控制的武汉政府的容共政策和鼓励工农群众运动的做法日益不满。3月24日，北伐军攻入南京时，发生杀害外侨和英美军舰炮击南京的南京事件。4月2日，蔡元培、张静江、吴稚晖、李石曾等国民党元老在上海召集中國國民黨中央監察委員會會議，要求阻止共产党人在国民党内部势力膨胀，进行“清黨”。而上海青帮头目黄金荣、张啸林、杜月笙等组织右派工会“中华共进会”和“上海工界联合会”，与中共领导的上海总工会对抗。上海两租界也深恐1月份收回汉口英租界和九江英租界的事件和3月24日南京事件在上海重演，在蔣保證不以武力改變租界現狀後答應提供援助。4月11日夜，杜月笙诱捕并杀害上海总工会负责人汪寿华。4月12日凌晨，“中华共进会”和“上海工界联合会”成员从上海租界冲出，攻击华界的上海总工会纠察队。白崇禧的国民革命军第26军对工人纠察队强行缴械，杀伤300多人。4月13日，上海总工会召开工人大会，声讨蒋介石。会后，10万多工人、学生到宝山路国民革命军第26军第二師周风歧司令部请愿。士兵向人群扫射，当场打死100多人，伤者不计其数。接着，蒋介石下令解散上海特别市临时市政府、上海总工会和一切共产党组织，搜捕共产党员及支持者，逮捕千餘人，並將首要份子槍決。至15日，有300多人被杀，500多人被捕，5000多人失踪。史稱四·一二事件。
此后，中国共产党（1921年在上海法租界秘密成立）的中央机关仍然隐藏在公共租界中区闹市的云南路达数年之久，直到1933年江西苏区稳固后才迁往那里。1931年6月22日，中国共产党第三任最高领导人向忠发在上海被捕，随即叛变并被杀。

### 1930年代

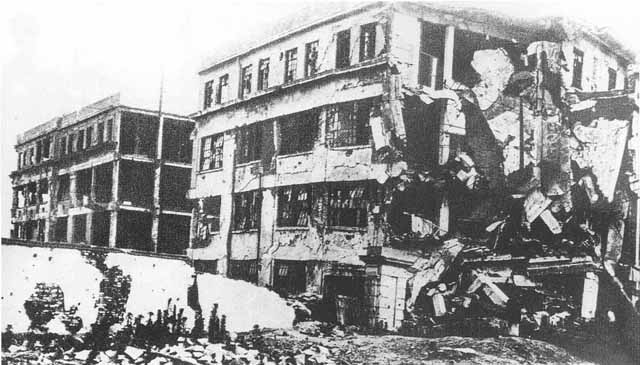
日军轰炸后的上海商务印书馆，1932年

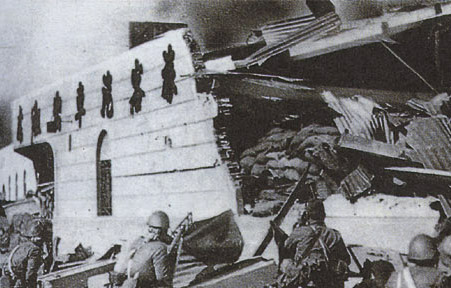
淞沪会战，1937年

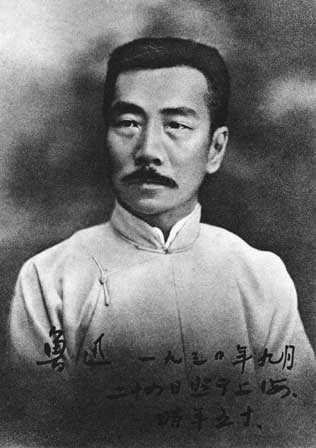
鲁迅1930年照于上海

在1930年代，上海的繁荣达到鼎盛时期。在1920年代，汉口、广州、香港几大商埠都因为受到政治风潮的冲击，繁荣大为减色，不少中外商人转往上海发展。1928年，南京被确定为中华民国首都，原来大批聚集于北京、天津的政客又纷纷南下，其中很多都选择在上海租界中定居。
自1925年以后，上海公共租界工部局停止了越界筑路，上海租界的平面扩张态势受到扼阻，于是租界内开始大规模兴建高层建筑。
1931年九一八事變後，中國民間的反日情緒高漲，日本方面声称将采取自卫手段保护日侨利益。1932年1月18日，在毗邻上海公共租界东区（杨树浦）的华界马玉山路三友实业社门外，发生了日本僧人被工廠糾察隊殴打致死的事件，日本侨民大肆报复，焚毁三友实业社，砍死租界华人巡捕，袭击华人商店。1月28日23时30分，日军海军陆战队从北四川路向西占领淞沪铁路防线，在天通庵车站遇到国军十九路軍的猛烈抵抗。1月29日凌晨，日机轰炸闸北华界，宝山路584号商务印书馆及东方图书馆（中國最大的私人圖書館，藏書超過三十萬冊）均被炸毁。中日两国在上海闸北区激烈的軍事衝突持续时间长达一个多月，日方投入总兵力达三個師團七万人，中国方面，張治中指揮的第五軍也加入上海作戰，甚至南京国民政府也暂时迁移到洛阳，以示决不屈服（年底才迁回南京）。直到3月2日，由于日军在太仓浏河登陆，中国军队形成腹背受敌的局面，于是开始撤军，次日宣佈停戰。5月5日，中日簽署《淞沪停战协定》。日军返回战前防区（上海公共租界北区、东区及其越界筑路地带），国军暂留现驻地（沪宁铁路上的安亭镇至长江边的浒浦一线），交战区划为非武装地区。闸北华界的商号被毁达4204家，房屋被毁1.97万户。
在兩國正式簽署停戰協定前，日人在4月29日於虹口公園舉行閱兵，慶祝日本天皇長壽的天長節及日軍勝利。韓國人反日人士尹奉吉混入人群中，向主賓席投擲炸彈，結果白川義則被炸死，日本駐華公使重光葵被炸斷一腿，海軍中將野川吉三郎被炸瞎一目。尹奉吉後來被捕，在日本被处死。史稱虹口公园爆炸案。
1937年8月13日，蒋中正调动大约70万中国军队（包括他的大部分精锐部队），在上海附近与日军展开长达3个月的淞沪会战，虽然中国军队付出了极大的代价，但最终实力占优势的日本军队击败了中国军队，武力占领上海除租界以外的全部地区。在淞沪会战期间，闸北华界几乎全部被毁，而上海公共租界的北半部，即今虹口、杨浦两区作为日军防区和日本势力范围，和华界一样受到重创。同济大学（吴淞）、复旦大学（江湾）、上海法学院等均遭轰炸。
自从1937年淞沪会战到1941年太平洋战争爆发，上海法租界和苏州河以南的半个上海公共租界则开始了长达四年多的孤岛时期。
1930年代，大批文化名人聚集在上海。鲁迅从1927年起，定居虹口公园附近（上海公共租界北区越界筑路区域，所谓“半租界”）达十年之久，发表许多杂文和翻译作品，与内山完造等一批日本侨民结为好友，直到1936年病逝。此外还有一批左翼作家，1930年代，美国好莱坞影片在上海大行其道，公共租界静安寺路上的大光明电影院和法租界霞飞路上的国泰大戏院（Cathay Theatre）都开设于这一时期，设备豪华，专门放映好莱坞影片。二三流影院也放映国产片，当时中国的电影业基本上集中于上海，其中影响较大的有5个公司：明星影片公司、天一影片公司、联华影业公司、艺华影业公司、新华影业公司。同时也出现了一批知名的明星，如周璇、阮玲玉等。周璇的名曲《何日君再来》后来被许多歌手一再翻唱，直到1980年代由邓丽君翻唱时，又在台湾和中国大陆再度掀起热潮。当时的著名舞厅集中在静安寺路，包括仙乐斯舞厅（Ciros）、百乐门舞厅（Paramount）等。

### 1940年代

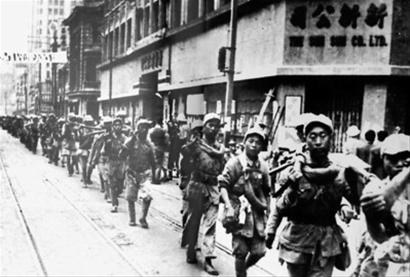
1949年5月25日，中国人民解放军进入上海南京路

1941年12月7日，日军袭击珍珠港，对英美宣战。次日清晨，日军自虹口经过苏州河上各桥梁开进公共租界。中区（西藏路以东）由日本海军管辖；西区（西藏路以东）由陆军管辖。为了维持上海国际都市的形象，日军让上海公共租界工部局照旧运转。此后陆续将英美等敌国侨民拘捕至集中营，工部局也完全由日本控制。待情势稳定之后，日军又解散了万国商团。由于当时法国维希政府已经向德国投降，因而日军并未占领法租界。
1943年2月23日，法國維希政府宣布，同意放棄在華租界。6月5日，汪精衛政權先收回天津法租界、漢口法租界和廣州法租界。7月30日，汪精衛政權收回最為重要的上海法租界，改稱第八區。上海法租界宣告結束，歷時近百年。（8月1日，汪精衛政權收回上海公共租界）。10月10日，更改原租界地區240條路名。
1943年8月，日本将已有百年历史的租界“交还”给汪精卫政权，美英也宣布放弃租界。
1945年，蒋中正政府从日军手中接管上海。次年，国民政府统领的国民革命军和中国共产党领导的中国人民解放军之间爆发大规模内战，战斗起初在北方地区进行，对上海尚未造成影响。但是随着战事扩大，国民政府统治区的经济逐步崩溃。1949年5月27日，解放军击败国军后控制上海全境，此间，许多与国民政府及海外机构有关的人员和机构追随国民党撤离上海。
1948年12月蒋介石亲自下令查封由知名人士储安平创办的上海《观察》杂志和逮捕《观察》工作人员，这就是中国近代史上著名的“《观察》事件”。此后，著名“七君子”之一的王造时先生亲自出面，多方奔走以自己的影响力给当局施压。并于次年2月亲自担保和营救了包括美术家朱宣咸在内的数位《观察》进步人士出狱。《观察》是宣传“第三条道路”的代表性刊物，是当时中国进步民主运动的一面重要旗帜。《观察》的被查封，标志着近代中国自由主义悲歌啼鸣至此。标志着近代中国一些民主人士希望在中国实行西方资产阶级民主共和国制度（又称为第三条道路）的彻底破灭。
1949年，中華民國政府從大陸撤退至臺灣。
太平洋战争爆发后，上海文艺界趋向沉寂。这一时期，富有才华的年轻女作家张爱玲发表了《倾城之恋》、《金锁记》等作品。

## 中华人民共和国时期

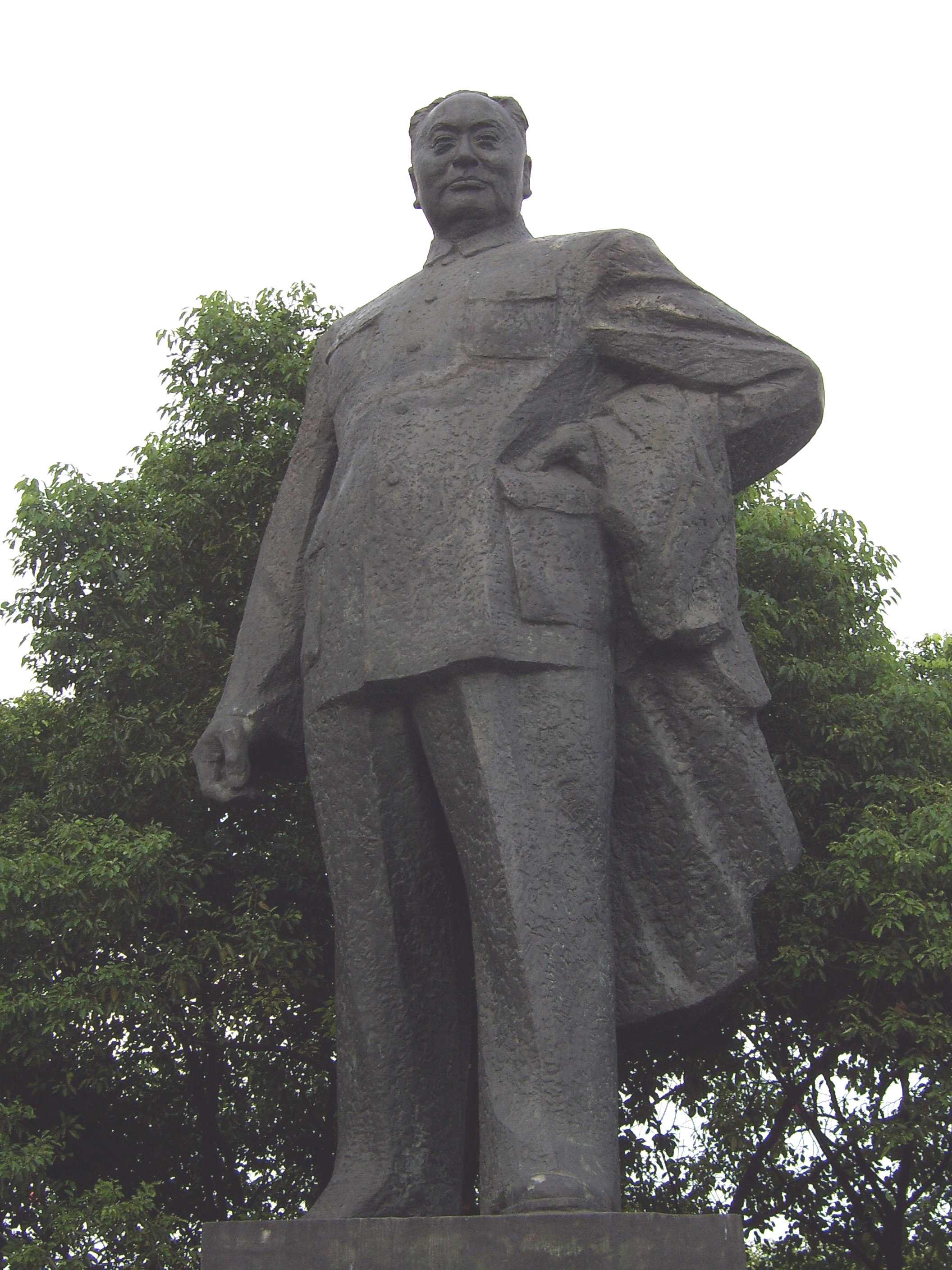
位于上海外滩的陈毅雕塑

### 初期
1949年5月27日，陳毅（中华人民共和国开国十大元帥之一）率领的中国人民解放军第三野戰軍（简称三野）攻占上海。陳毅擔任第一任上海市市長。1950年代，原有的直辖市陆续被裁撤，最后只剩下上海和北京2个直辖市。1950年代上海的另一项重要变化，就是在1958年，将江苏省的松江专区的上海、嘉定、宝山、松江、金山、川沙、南汇、奉贤、青浦9县以及南通专区的崇明县，共10个县划归上海市，使上海市辖区范围从636平方公里增加到5910平方公里。
1957年1月1日开始，上海市区的每人猪肉定量只有每十天125克，在三年困難時期的1961年8-12月间的每月下旬，全市无猪肉供应。

### 文化大革命
1967年1月上海率先成立了“上海工人革命造反总司令部”，由王洪文领导。1967年1月6日，在王洪文、张春桥等策动下召开“打倒上海市委大会”，上海市委倒台，即“一月风暴”，夺权运动席卷全国。

### 改革开放后

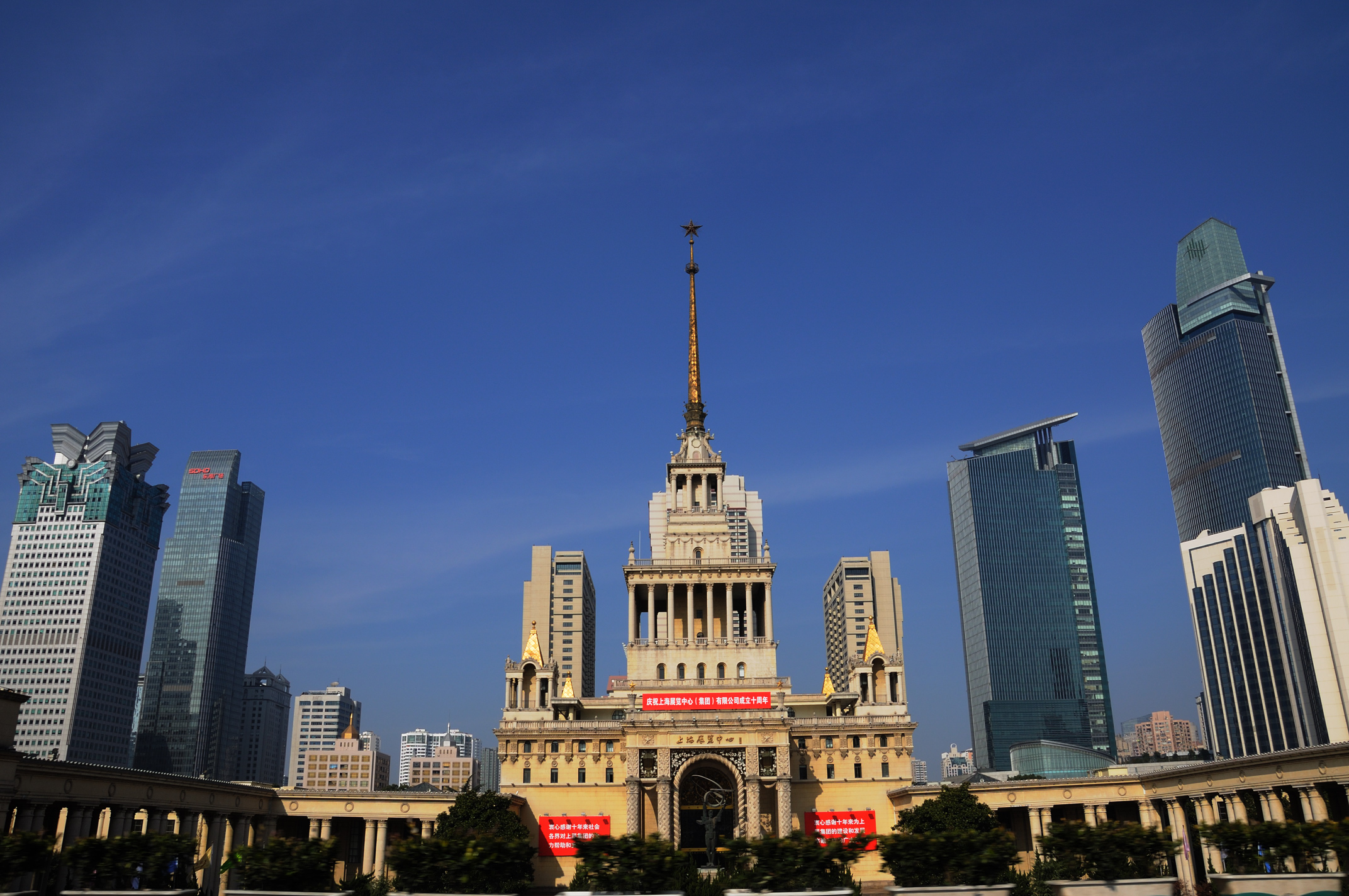
今日位于爱俪园原址上的上海展览馆

1980年代，中国大陆改革开放后，上海作为经济中心的地位受到南方许多城市，尤其是经济特区的挑战。在1989年六四事件，上海各界市民和学生也积极参加了反腐败，争取民主自由的运动，多次举行游行示威活动。6月5日，上海学生发起示威游行并且开始摆设路障，工厂工人亦发起大规模的罢工抗议行动。铁路与道路交通陷入瘫痪，同时早上许多大众交通工具也无法正常提供服务。当天晚上8时30分，来自北京的161次列车撞死在光新路道口5名尝试要封锁火车来往的群众，晚上10时时现场便聚集超过30万人并导致造成交通中断，而群众也开始殴打火车司机以及工作人员并且焚毁数辆火车车厢以表达不满。上海出版的《世界经济导报》也因为发表激进文章，而被当时的上海市委書記江澤民下令关闭。
进入1990年代后，上海重新成为中国最重要的经济，金融及贸易中心。1993年，浦东开发开放，加快了城市发展速度。目前保持年人均GDP6%以上的增长。目前，上海正向建成国际经济、金融、贸易和航运中心之一的目标迈进。浦东与浦西连接通道的建造进程也标志着上海的发展进程，为浦江两岸的共同繁荣奠定了基础。1991年12月1日，上海第二座跨黄浦江大桥南浦大桥通车，1993年10月，杨浦大桥竣工通车直到2003年6月28日卢浦大桥的建成，黄浦江上已经有了6座大桥；同时1970年9月，打浦路隧道建成；1989年10月24日延安东路越江隧道通车至2003年9月29日大连路隧道通车。越江通道的发展，使得处在市中心金融贸易区的陆家嘴发生着显著的变化，1994年11月，东方明珠电视塔完工；1999年3月18日，金茂大厦正式开张营业；1999年8月，上海国际会议中心开业。

### 21世纪
上海自从浦东开发后承办过许多重要国际会议，增加了其国际影响力，同时也显示了中国大陆经济、社会的迅速发展。
2001年10月21日，上海承办了亚太经合组织（APEC）第九次领导人非正式会议。
2006年6月15日上海合作组织成员国元首理事会第六次会议在上海举行。此外，每年还有各种主题的大小展会在上海大量举行。会展业已经成为上海的重要产业之一。
2006年，上海市劳动和社会保障局局长祝均一违法挪用32亿社会保障基金，借给民营企业家张荣坤旗下的福禧投资公司用于收购沪杭高速公路。因此北京中央政府100多名调查人员前往上海，调查非法挪用社会保障基金的大案。原中共中央政治局委员、上海市委书记陈良宇因此被撤职查办。
2008年，已平頂的上海环球金融中心成為当时中国大陸地區最高大廈（后被赶超）。
2009年11月4日，上海市人民政府新闻办公室宣布上海迪士尼乐园项目申请已获国家有关部门核准。次年开始动工建设。
2009年11月15日，美国总统奥巴马首次访问中国，第一站即上海。在上海期间，奥巴马发表演讲，并与中国青年对话。 
2010年4月30日，世界博览会在上海开幕，这是在中国举办第一次世界博览会，至10月31号结束。
2010年11月15日，静安区胶州路728号一幢28层的公寓大楼发生一起火灾，共造成58人死亡 ，71人受伤。事发后，市民自发举行哀悼。
2013年8月，当前世界第二高摩天大楼、也是现时中国第一高楼的上海中心大厦结构封顶。
2014年12月31日（跨年夜），外灘陳毅廣場之台階處因大規模人流對沖發生重大踩踏事故，共造成36人死亡，49人受傷。
2016年6月16日12时，位于上海浦东的上海迪士尼乐园正式开幕。同年8月22日，《上海市城市总体规划（2016—2040）（草案）》面世。
2017年12月31日，黄浦江两岸合计45公里滨江岸线公共空间全线贯通，正式向市民开放。
2018年12月30日，上海地铁已开通运营16条线路、460座车站，运营里程772公里，是全球范围内线路总长度第二长的城市轨道交通系统。
2022年，上海封城。

## 外部連結
- 上海年華：歷史文化年譜（上海圖書館） （页面存档备份，存于）